# Pago Pago
Pago Pago (phát âm /ˈpɑːŋɡoʊˈpɑːŋɡoʊ/ trong tiếng Anh, (ˈpaŋo ˈpaŋo) trong tiếng Samoa), cũng được viết là Pango Pango, là thủ phủ của Samoa thuộc Mỹ. Năm 2000, dân số thành phố là 11.500. Thành phố có Sân bay Quốc tế Pago Pago. Kinh tế của thành phố chủ yếu là du lịch, giải trí, sản xuất thực phẩm, cá ngừ đóng hộp. Từ năm 1878 đến năm 1951, đây là trạm tiếp tế than và sửa chữa cho Hải quân Hoa Kỳ.
Ngày 29/9/2009, một trận động đất xảy ra ở Nam Thái Bình Dương, gần Samoa và Samoa thuộc Mỹ, tạo ra một cơn sóng thần ập vào Pago Pago và các khu vực xung quanh. Các cơn sóng thần gây ra thiệt hại đáng kể đến các ngôi làng, các tòa nhà và xe cộ và làm nhiều người tử vong.

## Lịch sử

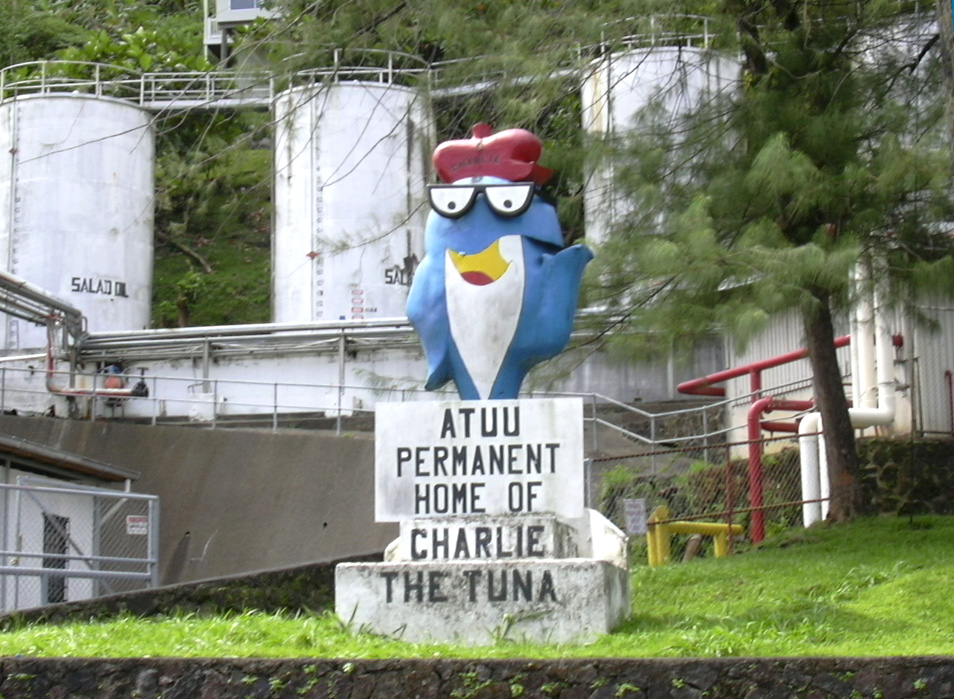
Tượng cá ngừ tại một nhà máy tại Pago Pago

Ngôi làng nằm ở Cảng Pago Pago, trên đảo Tutuila. Pago Pago là một trong nhiều ngôi làng trong Chuỗi đô thị Pago Pago dọc theo bờ biển của Cảng Pago Pago nằm ở phần xa nhất phía đông đông (bên trong) của vịnh. Khu vực này bao gồm một số làng, trong đó khu vực lập pháp và tư pháp ở làng Fagatogo, và khu vực hành pháp ở làng Utulei.
Tuy nhiên, bởi vì tên Pago Pago có liên quan với cảng, nên tên gọi Pago Pago-Samoa thuộc Mỹ bây giờ không chỉ để gọi bản thân làng mà gồm khu vực bến cảng và toàn bộ các ngôi làng ở gần đó. Vì đó mà Pago Pago trở thành thị trấn thủ phủ trên thực tế của Samoa thuộc Mỹ.
Vào tháng 1 năm 1942, Cảng Pago Pago đã bị một tàu nhầm Hải quân Đế quốc Nhật Bản bắn pháo, tuy nhiên đây là hành động duy nhất diễn ra trên đảo trong suốt Chiến tranh thế giới thứ II.

## Khí hậu
Pago Pago có khí hậu rừng mưa nhiệt đới (phân loại khí hậu Köppen Af) với nhiệt độ nóng và lượng mưa quanh năm dồi dào.Nhiệt độ nóng nhất từng được ghi nhận là 99 °F (37 °C) vào ngày 22 tháng 2 năm 1958. Trong khi đó, nhiệt độ thấp nhất được ghi nhận là 59 °F (15 °C) vào ngày 10 tháng 10 năm 1964. Nhiệt độ trung bình hàng năm được ghi nhận tại Sân bay quốc tế Pago Pago là 82 °F (28 °C).
| Dữ liệu khí hậu của Pago Pago             | Dữ liệu khí hậu của Pago Pago | Dữ liệu khí hậu của Pago Pago | Dữ liệu khí hậu của Pago Pago | Dữ liệu khí hậu của Pago Pago | Dữ liệu khí hậu của Pago Pago | Dữ liệu khí hậu của Pago Pago | Dữ liệu khí hậu của Pago Pago | Dữ liệu khí hậu của Pago Pago | Dữ liệu khí hậu của Pago Pago | Dữ liệu khí hậu của Pago Pago | Dữ liệu khí hậu của Pago Pago | Dữ liệu khí hậu của Pago Pago | Dữ liệu khí hậu của Pago Pago |
| Tháng                                     | 1                             | 2                             | 3                             | 4                             | 5                             | 6                             | 7                             | 8                             | 9                             | 10                            | 11                            | 12                            | Năm                           |
| ----------------------------------------- | ----------------------------- | ----------------------------- | ----------------------------- | ----------------------------- | ----------------------------- | ----------------------------- | ----------------------------- | ----------------------------- | ----------------------------- | ----------------------------- | ----------------------------- | ----------------------------- | ----------------------------- |
| Cao kỉ lục °C (°F)                        | 35 (95)                       | 37 (99)                       | 35 (95)                       | 35 (95)                       | 34 (93)                       | 35 (95)                       | 33 (91)                       | 33 (92)                       | 33 (92)                       | 34 (94)                       | 35 (95)                       | 34 (94)                       | 37 (99)                       |
| Trung bình ngày tối đa °C (°F)            | 31.0 (87.8)                   | 31.2 (88.1)                   | 31.3 (88.4)                   | 31.0 (87.8)                   | 30.3 (86.5)                   | 29.6 (85.3)                   | 29.2 (84.6)                   | 29.3 (84.8)                   | 29.8 (85.7)                   | 30.2 (86.4)                   | 30.6 (87.0)                   | 30.9 (87.6)                   | 30.4 (86.7)                   |
| Trung bình ngày °C (°F)                   | 28.3 (83.0)                   | 28.4 (83.2)                   | 28.5 (83.3)                   | 28.3 (83.0)                   | 27.9 (82.2)                   | 27.5 (81.5)                   | 27.2 (80.9)                   | 27.2 (80.9)                   | 27.6 (81.6)                   | 27.8 (82.1)                   | 28.1 (82.5)                   | 28.3 (82.9)                   | 27.9 (82.3)                   |
| Tối thiểu trung bình ngày °C (°F)         | 25.7 (78.2)                   | 25.7 (78.3)                   | 25.7 (78.2)                   | 25.6 (78.1)                   | 25.5 (77.9)                   | 25.4 (77.8)                   | 25.1 (77.2)                   | 25.0 (77.0)                   | 25.3 (77.5)                   | 25.4 (77.7)                   | 25.6 (78.0)                   | 25.7 (78.2)                   | 25.5 (77.9)                   |
| Thấp kỉ lục °C (°F)                       | 19 (67)                       | 18 (65)                       | 17 (63)                       | 20 (68)                       | 18 (65)                       | 16 (61)                       | 17 (62)                       | 16 (60)                       | 17 (62)                       | 15 (59)                       | 16 (60)                       | 18 (65)                       | 15 (59)                       |
| Lượng Giáng thủy trung bình mm (inches)   | 387 (15.25)                   | 348 (13.70)                   | 278 (10.95)                   | 286 (11.27)                   | 298 (11.73)                   | 162 (6.37)                    | 191 (7.51)                    | 176 (6.93)                    | 203 (7.99)                    | 260 (10.24)                   | 306 (12.05)                   | 364 (14.35)                   | 3.260 (128.34)                |
| Số ngày giáng thủy trung bình (≥ 0.01 in) | 24.3                          | 22.0                          | 23.8                          | 22.2                          | 20.8                          | 18.8                          | 20.0                          | 19.0                          | 18.4                          | 21.1                          | 21.3                          | 23.8                          | 255.5                         |
| Độ ẩm tương đối trung bình (%)            | 82.8                          | 83.3                          | 83.2                          | 84.0                          | 83.6                          | 82.0                          | 80.4                          | 79.8                          | 80.2                          | 81.5                          | 82.3                          | 82.1                          | 82.1                          |
| Số giờ nắng trung bình tháng              | 165.3                         | 150.3                         | 179.2                         | 132.2                         | 123.3                         | 113.7                         | 148.0                         | 168.0                         | 196.0                         | 159.6                         | 156.7                         | 156.8                         | 1.849,1                       |
| Phần trăm nắng có thể                     | 41                            | 43                            | 48                            | 37                            | 35                            | 34                            | 42                            | 47                            | 54                            | 41                            | 41                            | 39                            | 42                            |
| Nguồn: NOAA                               |                               |                               |                               |                               |                               |                               |                               |                               |                               |                               |                               |                               |                               |